# پورثکول
پورثکول (به انگلیسی: Porthcawl) (English: ‎/pɔːrθˈkɔːl/‎، ولزی: [pɔrθˈkaul] یک شهرک در ولز است که در شهرستان مستقل بریجند واقع شده‌است. پورثکول ۱۶٬۰۰۵ نفر جمعیت دارد.